# 夢伝説 〜世界の主役たち〜
『夢伝説〜世界の主役たち』（ゆめでんせつ せかいのしゅやく- ）は、2001年4月2日から2002年3月11日までNHK総合テレビで放送された教養番組である。放送時間は毎週月曜 23:00 - 23:44 （日本標準時）であった。

## 概要
海外のテレビ局などが手掛けた世界の偉人たちのドキュメンタリー映画をゲストコメンテーターに見てもらい、偉人たちに対して抱いた印象や己の人生観などについて語ってもらった深夜番組である。司会は黒田あゆみ（NHKアナウンサー）が務めた。テーマ曲は鬼束ちひろの「back door」であった。
近畿地方のNHK放送局は2001年12月まで本番組を同時ネットしたが、翌2002年1月からこの時間帯でNHK大阪放送局の『上方演芸ホール』を放送するため、以後は木曜（水曜深夜） 0:15 - 1:00 の再放送枠を使って放送した。